# Misje dyplomatyczne Cypru

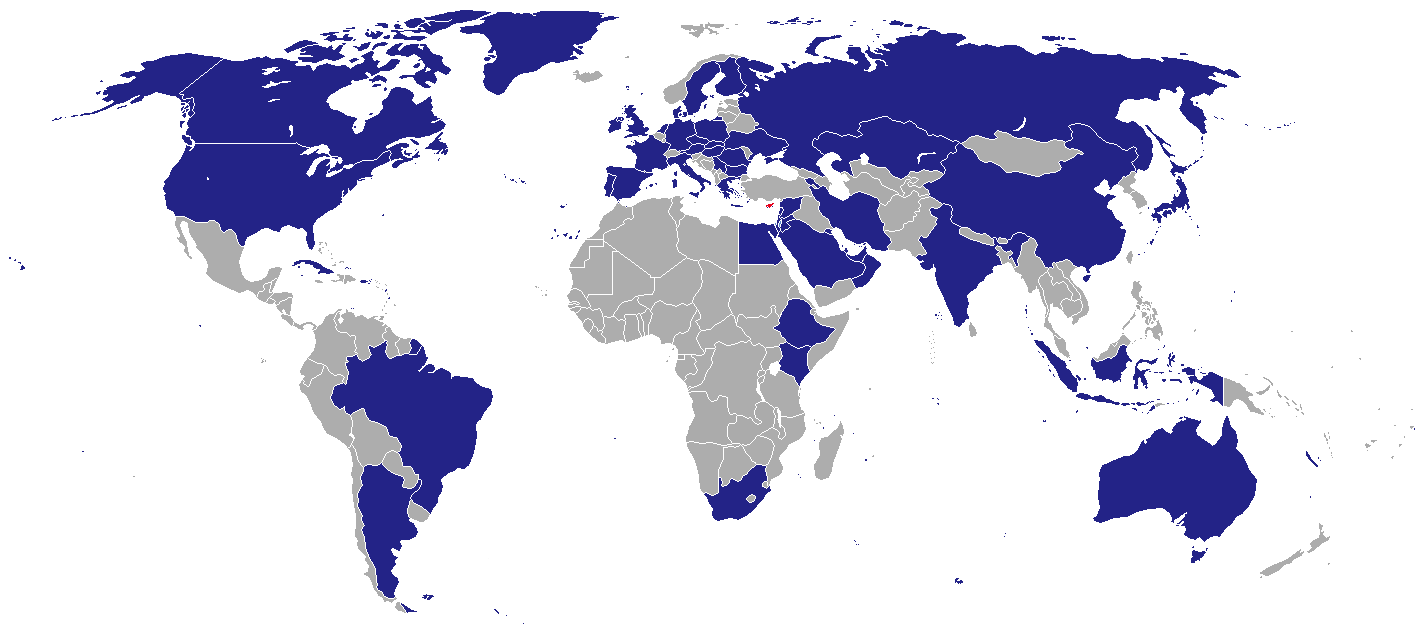
Kraje, w których Republika Cypryjska ma swoje przedstawicielstwa dyplomatyczne

Misje dyplomatyczne Cypru – przedstawicielstwa dyplomatyczne Republiki Cypryjskiej przy innych państwach i organizacjach międzynarodowych. Poniższa lista zawiera wykaz obecnych ambasad, wysokich komisji i konsulatów zawodowych. Nie uwzględniono konsulatów honorowych.

## Europa
- Austria
  - Wiedeń (Ambasada)
- Bułgaria
  - Sofia (Ambasada)
- Czechy
  - Praga (Ambasada)
- Dania
  - Kopenhaga (Ambasada)
- Finlandia
  - Helsinki (Ambasada)
- Francja
  - Paryż (Ambasada)
- Grecja
  - Ateny (Ambasada)
  - Saloniki (Konsulat generalny)
- Hiszpania
  - Madryt (Ambasada)
- Holandia
  - Haga (Ambasada)
- Irlandia
  - Dublin (Ambasada)
- Niemcy
  - Berlin (Ambasada)
  - Hamburg (Konsulat generalny)
- Polska
  - Warszawa (Ambasada)
- Portugalia
  - Lizbona (Ambasada)
- Rosja
  - Moskwa (Ambasada)

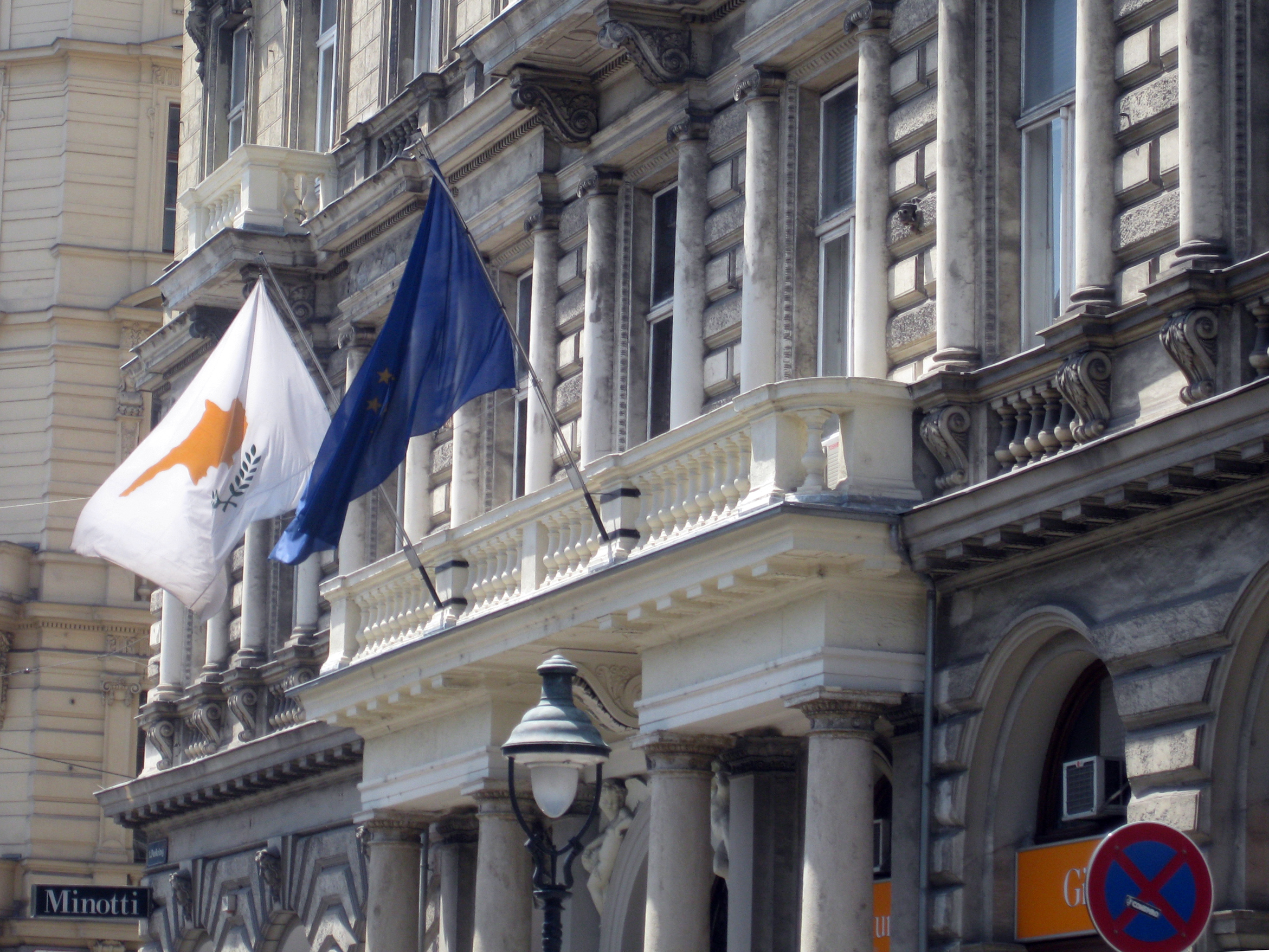
Ambasada Cypru w Wiedniu

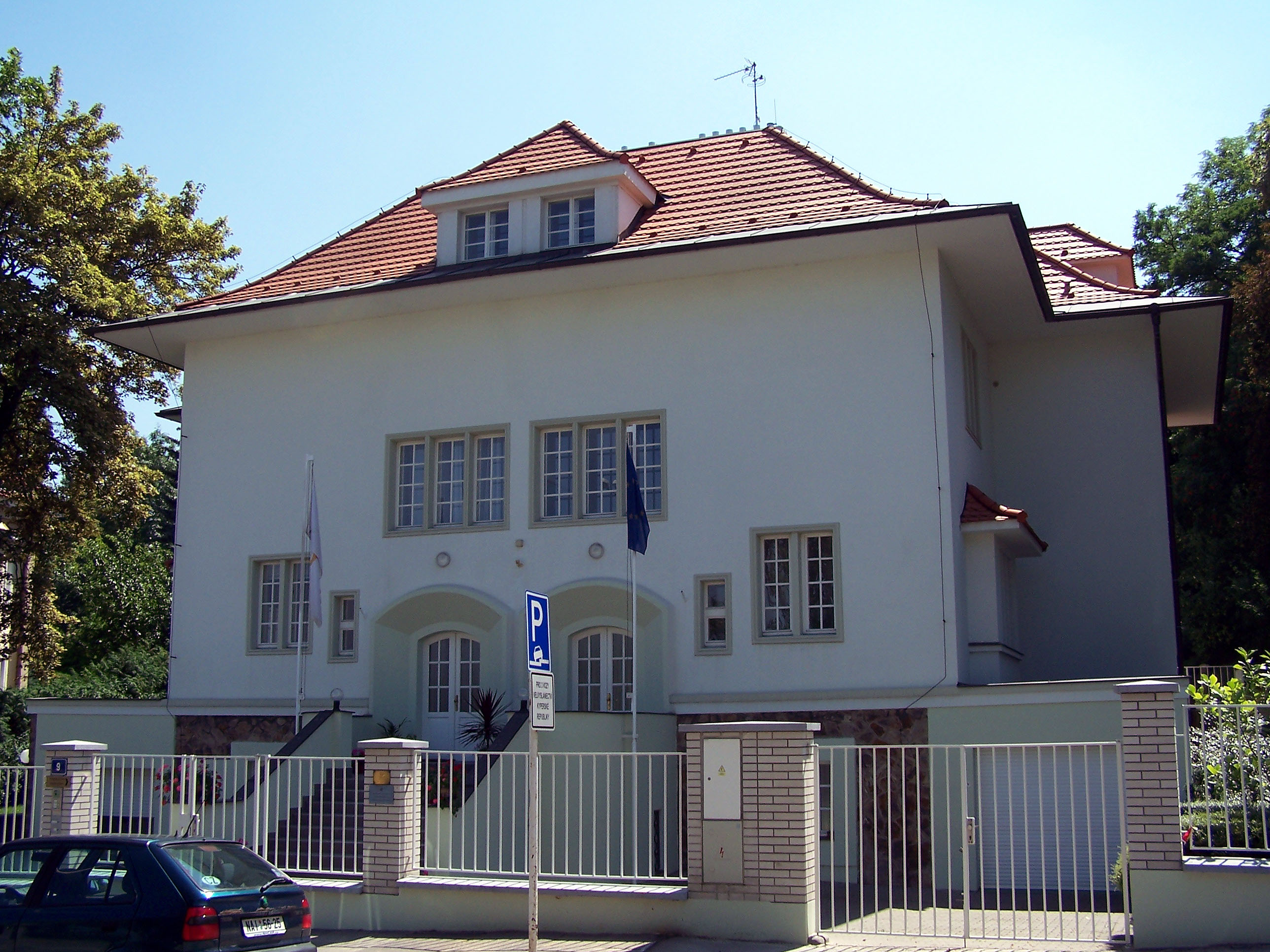
Ambasada Cypru w Pradze

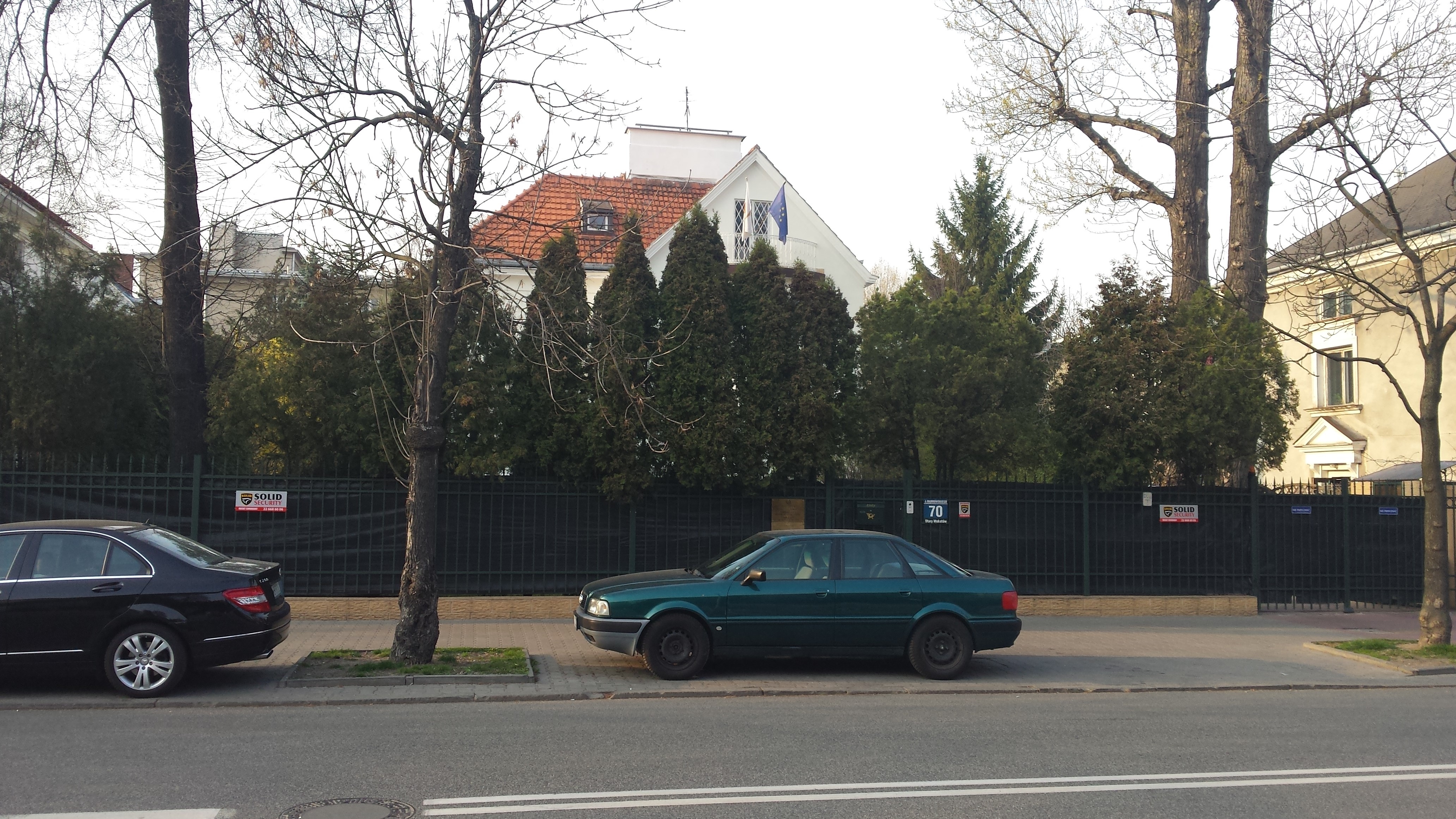
Ambasada Cypru w Warszawie

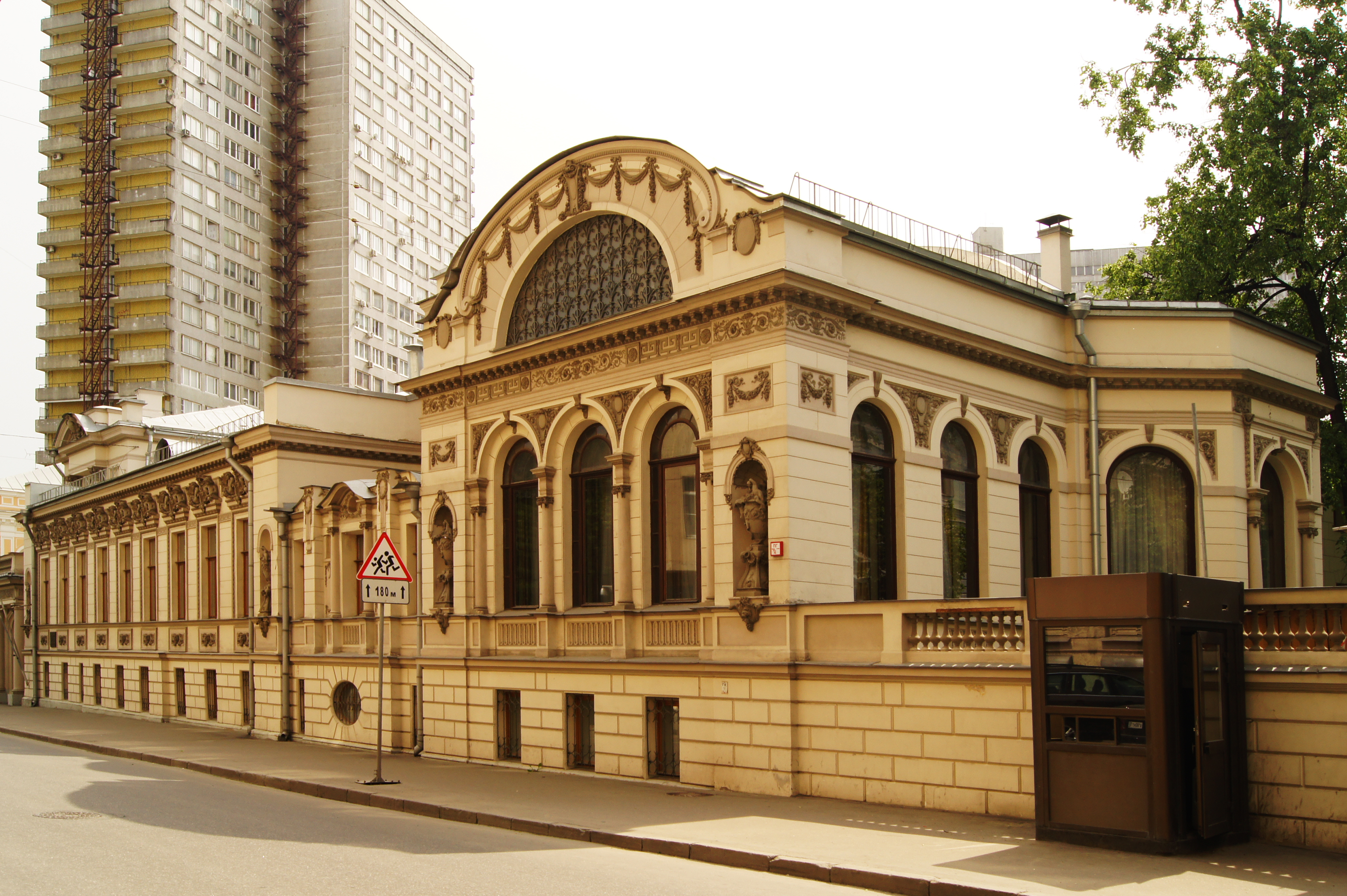
Ambasada Cypru w Moskwie

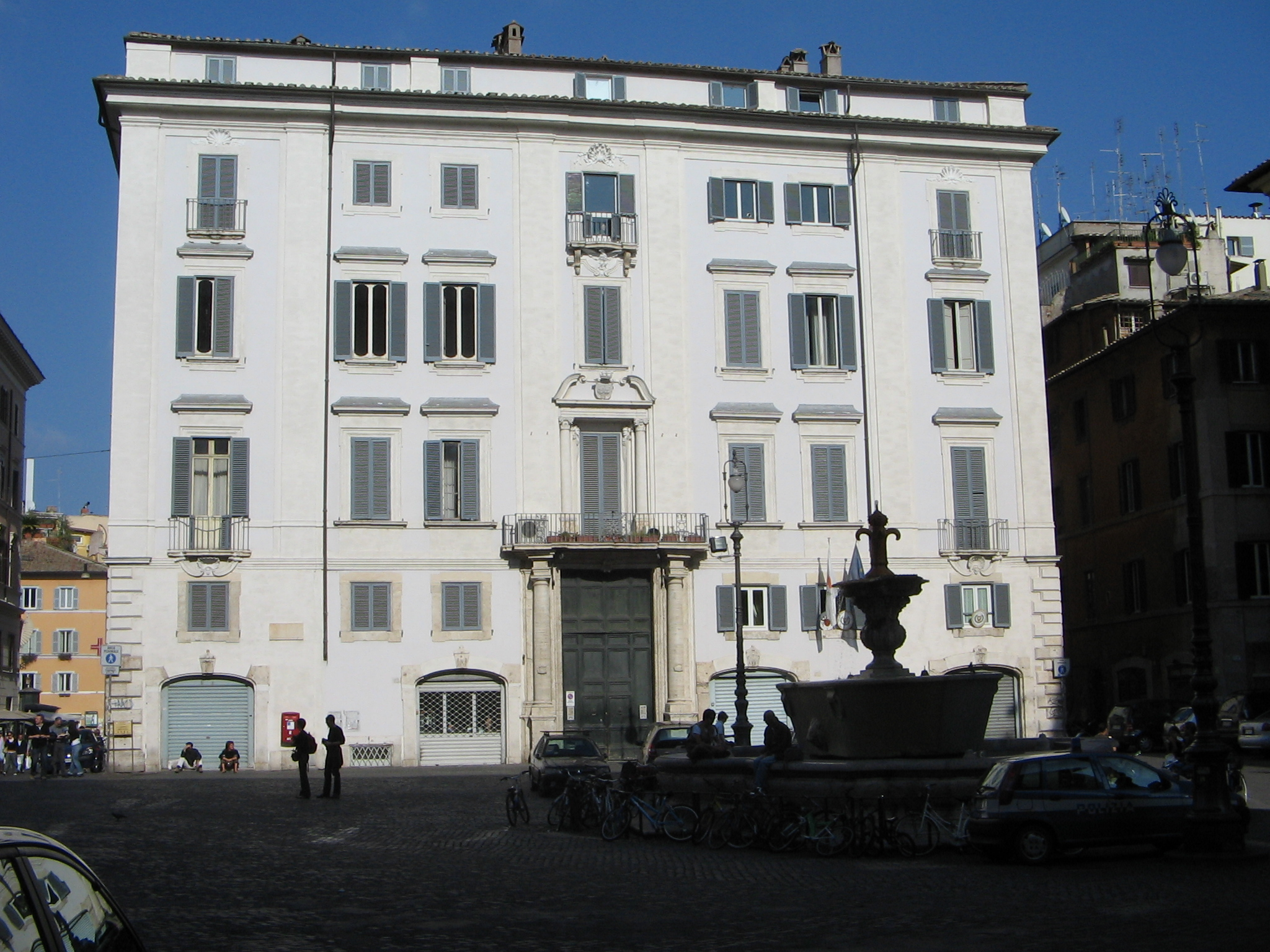
Ambasada Cypru przy Stolicy Apostolskiej

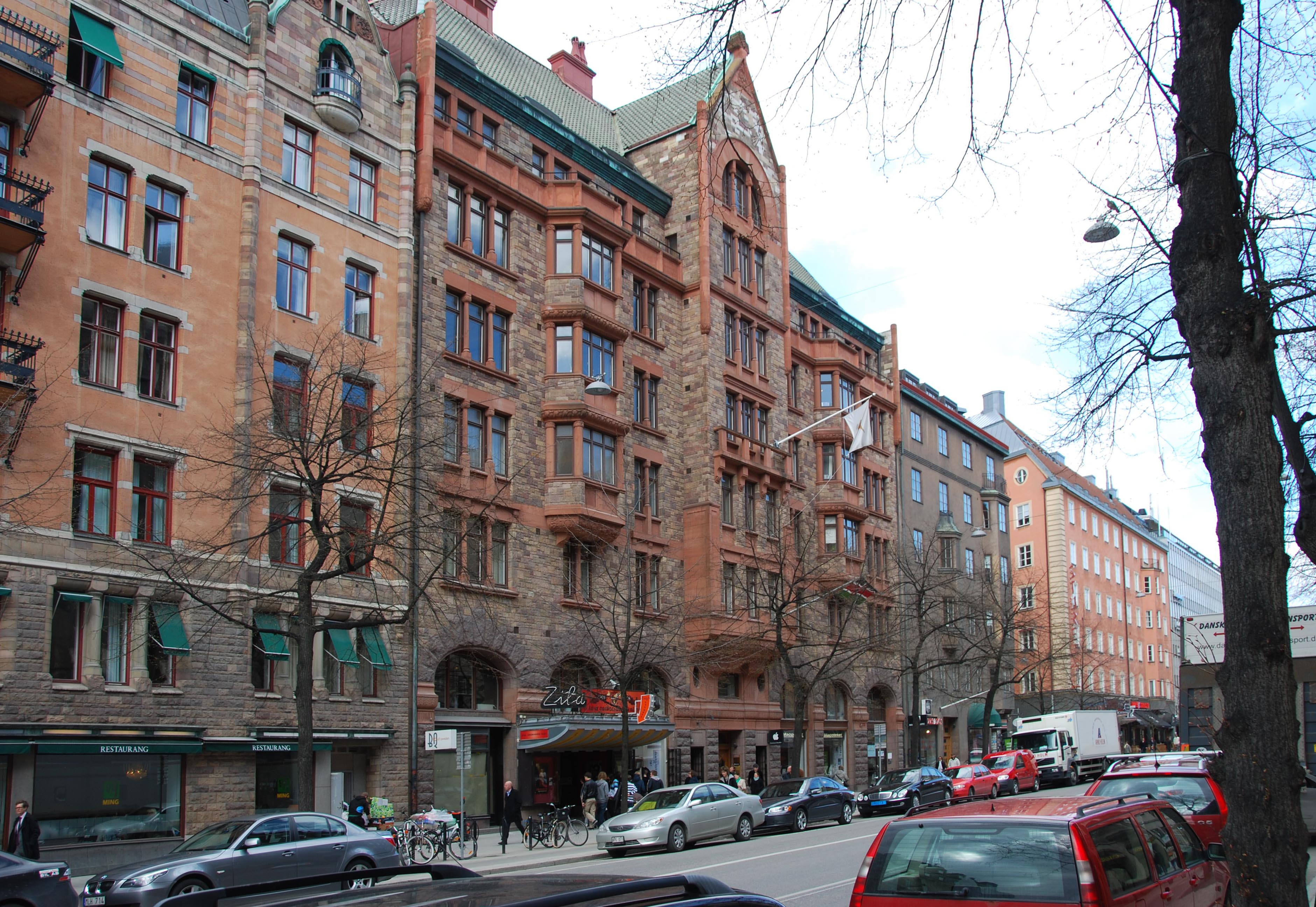
Ambasada Cypru w Sztokholmie

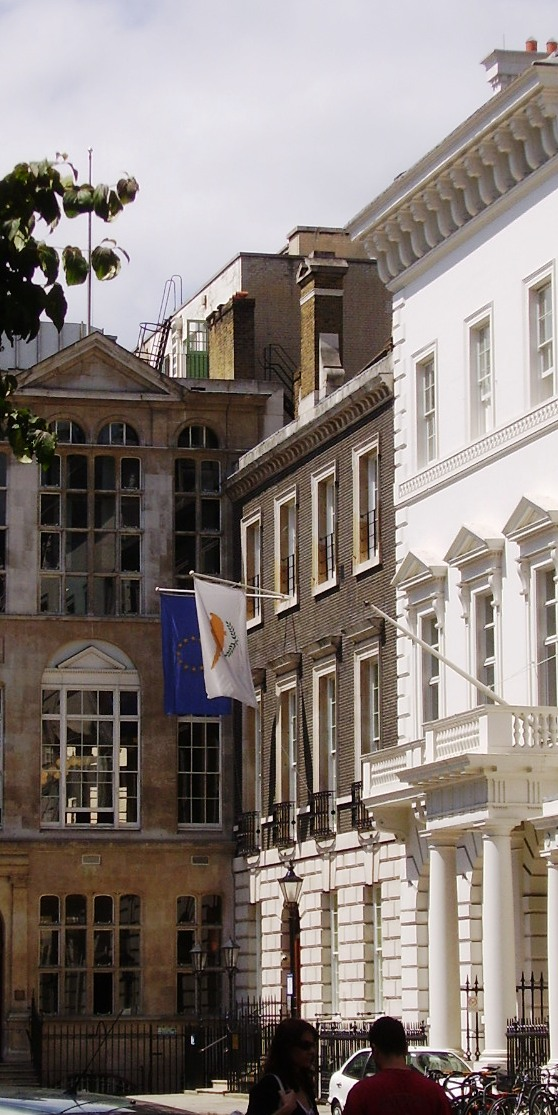
Wysoka Komisja Cypru w Londynie

  - Jekaterynburg (Konsulat generalny)
  - Krasnodar (Konsulat generalny)
  - Petersburg (Konsulat generalny)
  - Samara (Konsulat generalny)
- Rumunia
  - Bukareszt (Ambasada)
- Serbia
  - Belgrad (Ambasada)
- Słowacja
  - Bratysława (Ambasada)
- Stolica Apostolska
  - Rzym (Ambasada)
- Szwecja
  - Sztokholm (Ambasada)
- Ukraina
  - Kijów (Ambasada)
- Węgry
  - Budapeszt (Ambasada)
- Wielka Brytania
  - Londyn (Wysoka komisja)
- Włochy
  - Rzym (Ambasada)

## Ameryka Północna, Środkowa i Karaiby

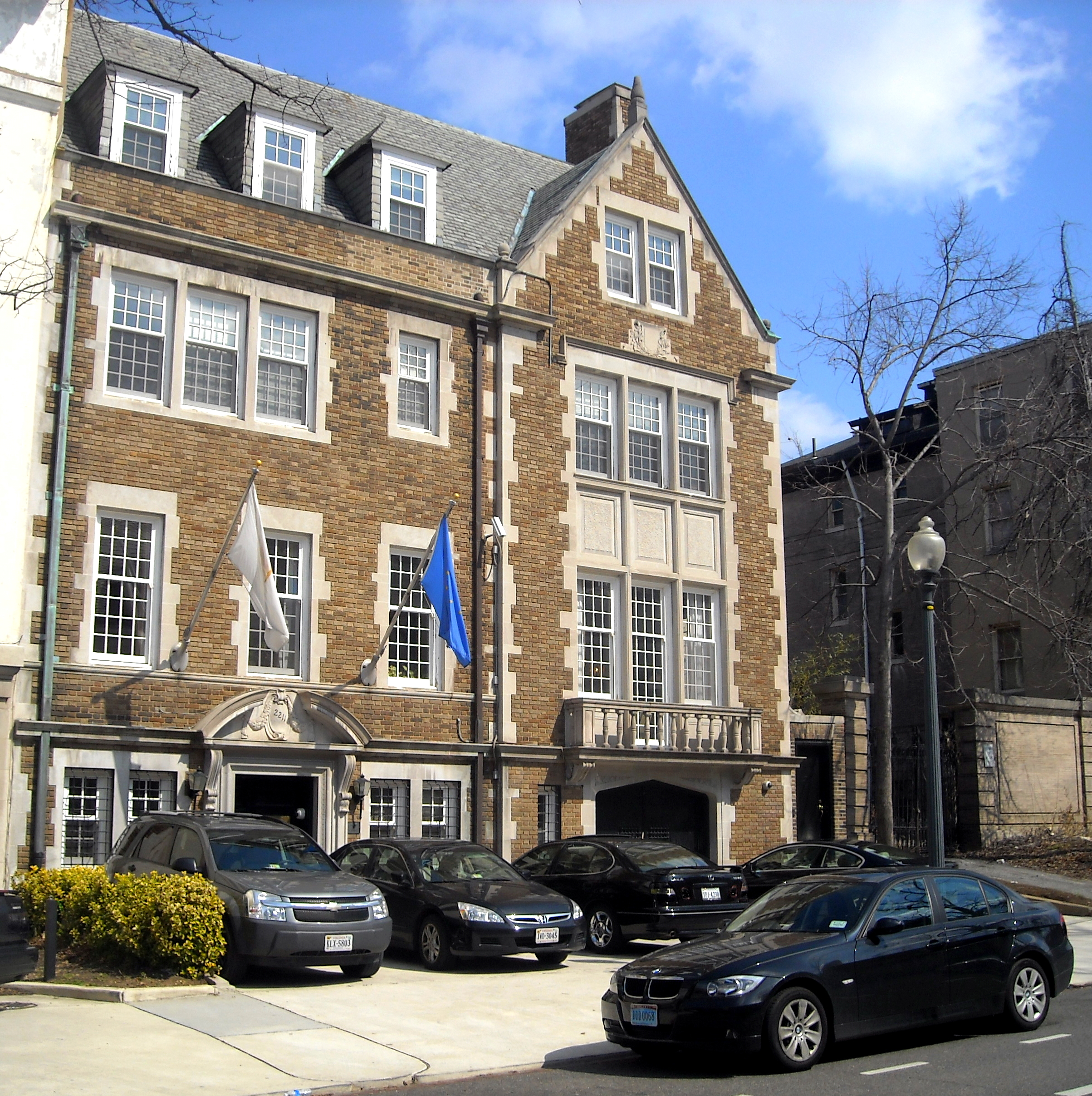
Ambasada Cypru w Waszyngtonie

- Kanada
  - Ottawa (Wysoka komisja)
- Kuba
  - Hawana (Ambasada)
- Stany Zjednoczone
  - Waszyngton (Ambasada)
  - Nowy Jork (Konsulat generalny)

## Ameryka Południowa
- Brazylia
  - Brasília (Ambasada)

## Afryka

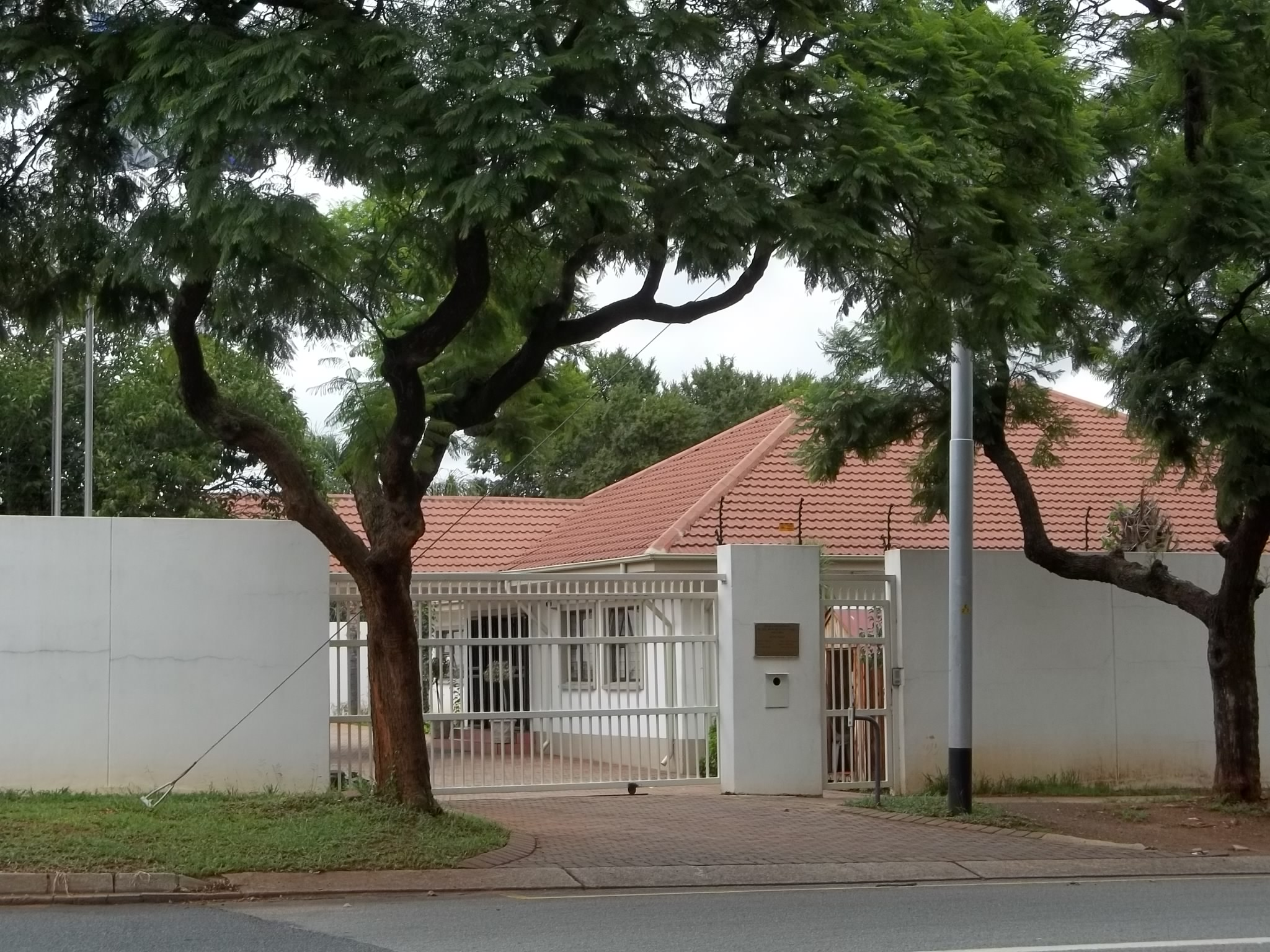
Wysoka Komisja Cypru w Pretorii

- Egipt
  - Kair (Ambasada)
- Libia
  - Trypolis (Ambasada[a])
- Południowa Afryka
  - Pretoria (Wysoka komisja)

## Azja
- Arabia Saudyjska
  - Rijad (Ambasada)
- Chiny
  - Pekin (Ambasada)
- Indie
  - Nowe Delhi (Wysoka komisja)
- Iran
  - Teheran (Ambasada)
- Izrael
  - Tel Awiw-Jafa (Ambasada)
- Jordania
  - Amman (Ambasada)
- Katar
  - Doha (Ambasada)
- Kuwejt
  - Kuwejt (Ambasada)
- Liban
  - Bejrut (Ambasada)
- Oman
  - Maskat (Ambasada)
- Palestyna
  - Ramallah (Przedstawicielstwo)
- Zjednoczone Emiraty Arabskie
  - Abu Zabi (Ambasada)

## Australia i Oceania

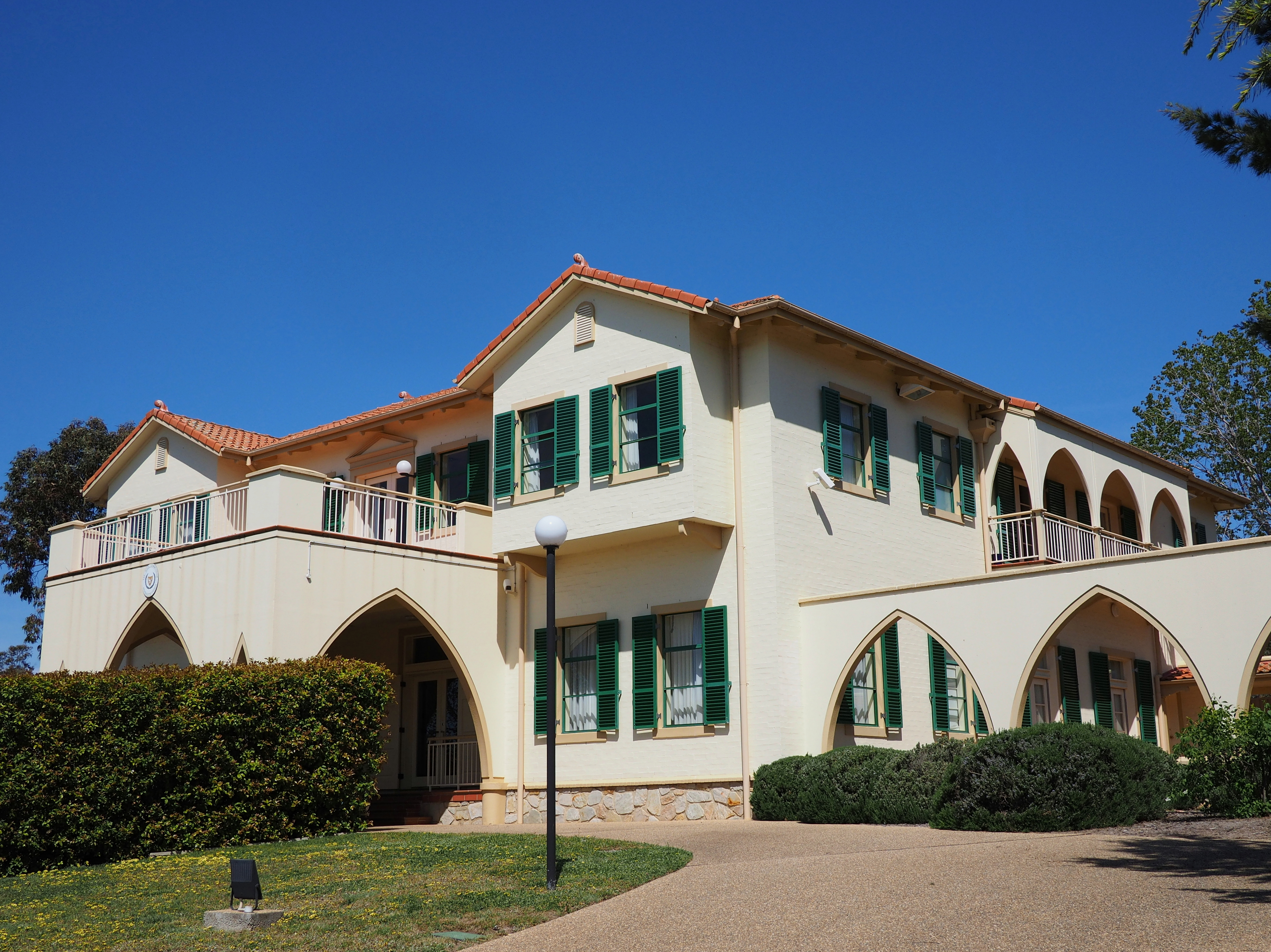
Wysoka Komisja Cypru w Canberze

- Australia
  - Canberra (Wysoka komisja)

## Organizacje międzynarodowe
- Nowy Jork - Stałe Przedstawicielstwo przy Organizacji Narodów Zjednoczonych
- Genewa - Stałe Przedstawicielstwo przy Biurze Narodów Zjednoczonych i innych organizacjach
- Paryż - Stałe Przedstawicielstwo przy UNESCO i OECD
- Wiedeń - Stałe Przedstawicielstwo przy OBWE
- Bruksela - Stałe Przedstawicielstwo przy Unii Europejskiej
- Strasburg - Stałe Przedstawicielstwo przy Radzie Europy